# Otus brookii
Mocho-d'orelhas-real ou mocho-de-orelhas-brancas (Otus brookii) é uma espécie de ave estrigiforme pertencente à família Strigidae.